# Zenata (Maroc)
Pour les articles homonymes, voir Zenata.
Zenata est une ville nouvelle éco-conçue située au Maroc, entre Casablanca et Mohammedia. Le protocole d’accord pour la création de Zenata signé en présence du roi du Maroc Mohammed VI en janvier 2006 : « Le projet représente une opportunité pour les autorités locales et le reste des partenaires concernés d'adopter de nouvelles orientations via un aménagement concerté ».

## Localisation
L'implantation est aux portes de Casablanca, au nord-est de cette métropole, sur la commune d'Aïn Harrouda. Elle utilise une surface appartenant à l'Etat : 1 830 hectares avec 5 km de côtes ouvrant sur l'océan Atlantique,.

## Concept urbain
Le concept urbanistique s’articule autour de quatre axes majeurs :
- Les enjeux socio-économiques :

Le concept prévoit la construction de 43 500 logements pour la classe moyenne, et le relogement de 7 000 familles « bidonvilloises » sur le site. Les fonctions industrielles sont recomposées, les transports en commun redessinés, et un grand parc côtier touristique développé ouvrant la ville sur la mer. Par contre, les hauteurs d'immeuble sont de R+4 en règle générale, avec des zones autorisées en R+7, R+10 et même R+16 notamment autour d’un futur quartier central de la gare, et même une hauteur de 130 m pour des bâtiments emblématiques,.
- Les unités de vie :

Le PAVZ a été décomposé en plusieurs unités de vie de 28 500 habitants. Chacune de ces unités comprend des jardins publics et des équipements. Il "est prévu également la création d’une zone commerciale, d'un pôle d’activité pour des entreprises privées de santé, un campus de formation et un parc logistique. Le but est de créer des emplois sur place et de ne pas faire de cette ville une ville-dortoir.
- Le concept environnemental :

Au total 470 ha d’espaces verts quadrillent la ville. Des bassins de rétention d’eau pour la saison humide favorisent la reconstitution des nappes phréatiques et la forestation du site. Ces parcs irrigués naturellement et conduisant à la mer sont ainsi conçus comme des « corridors écologiques ».
- Le principe de mobilité :

La ville de Zenata est conçue pour augmenter la mobilité interne sans recours à l’automobile. La gare multimodale, le RER et une ligne de tramway inscrivent la ville dans le réseau de mobilité du Grand Casablanca. La moitié des places de stationnement seront par ailleurs mutualisées.

## Étapes de la construction
En 2019, un seul bâtiment est achevé : celui qui abrite la société d'aménagement dont le directeur est Amine El Hajhouj. Son plan prévoit 100 000 emplois pour 300 000 habitants.